# Kacevac
Kacevac je naselje v občini Bijeljina, Bosna in Hercegovina. 

## Deli naselja
Kacevac, Kovačevići in Simići.

## Prebivalstvo
| Pregled števila prebivalcev po letih | Pregled števila prebivalcev po letih | Pregled števila prebivalcev po letih | Pregled števila prebivalcev po letih | Pregled števila prebivalcev po letih | Pregled števila prebivalcev po letih |
| ------------------------------------ | ------------------------------------ | ------------------------------------ | ------------------------------------ | ------------------------------------ | ------------------------------------ |
| 1948                                 | 1953                                 | 1961                                 | 1971                                 | 1981                                 | 1991                                 |
| -                                    | -                                    | -                                    | 460                                  | 427                                  | 351                                  |

| Narodna sestava prebivalstva po letih                                                                                      | Narodna sestava prebivalstva po letih                                                                                       | Narodna sestava prebivalstva po letih                                                                                       |
| --- | --- | --- |
| 1971 | 1981 | 1991 |
| . skupaj: 460 Srbi 459 (99,78 %) Hrvati 0 (0,00 %) Muslimani 0 (0,00 %) Jugoslovani 0 (0,00 %) drugi in neznano 1 (0,21 %) | . skupaj: 427 Srbi 399 (93,44 %) Hrvati 0 (0,00 %) Muslimani 0 (0,00 %) Jugoslovani 28 (6,55 %) drugi in neznano 0 (0,00 %) | . skupaj: 351 Srbi 340 (96,86 %) Hrvati 0 (0,00 %) Muslimani 0 (0,00 %) Jugoslovani 1 (0,28 %) drugi in neznano 10 (2,84 %) |